# Chronicon Faventinum
Chronicon Faventinum je latinska kronika mesta Faenza v italijanski regiji Emilija-Romanja, ki pokriva obdobje od leta 20 pr. n. št. do 1236 n. št. Kroniko  je začel pisati domačin Tolosano, diakon, magister in kasneje posvetni kanonik stolnice v Faenzi. Kroniko je zakjučil z letom 1218. Pisanje sta nato še nekaj desetletij nadaljevala vsaj dva druga anonimna pisca, verjetno stolna kanonika.
Tolosano je bil rojen sredi 12. stoletja. Bil je retorik, aktiven v občinski politiki in lokalni cerkvi. Imel je biblično in klasično izobrazbo, poznal sodne postopke in obvladoval latinščino. Umrl je 5. aprila 1226.
Chronicon je najzgodnejše delo urbanega zgodovinopisja iz Emilije-Romanje. Razdeljen je na 153 poglavij, ki se začnejo z nadpisom.  Začne se z mitsko ustanovitvijo mesta, ki jo Tolosano pripisuje Rimljanom in jo datira v leto 20 pr. n. št. Tolosano obširno citira Vergilija in Sveto pismo. Njegovo delo je večinoma legendarno vse do obdobja komun (11.–12. stoletje).  Medtem ko za strejše obdobje njegova kronologija temelji na zaporedju škofov Faenze, za obdobje skupnosti temelji na zaporedju sodnikov.
Ideološko ima Chronicon gvelfske, to je propapeške simpatije. Poudarjena je solidarnost z občino, duhovščino in škofom. Tolosanus je bil prežet s križarskim duhom in poveličeval mestno milico. Imola, Forlì in Ravenna so prikazani kot tradicionalni sovražniki Faenze.  Faenza je bila vedno članica Lombardske zveze. Chronicon se pogosto dviga nad lokalno zgodovino, da bi zajel širši konflikt med zvezo in Svetim rimskim cesarstvom. Omenja tudi, da je mesto med vojno ključev (1228–1230) poslalo 27 vitezov, da so se borili za papeža proti cesarju.

## Izdaja
- Rossini, G., ur. "Chronicon faventinum". Rerum italicarum scriptores (2. izdaja), Vol. 28, pt. 1.